# Nenê
Maybyner Rodney "Nenê" Hilário (São Carlos, 13 de septiembre de 1982) es un jugador de baloncesto brasileño que se encuentra sin equipo. Con 2,11 metros de altura juega en la posición de ala-pívot o pívot.

## Carrera

### Inicios
Nativo de São Carlos, recibió el apodo de Nenê debido a que era el más joven en su familia y en su grupo de amigos. Como la mayoría de jóvenes brasileños, comenzó jugando al fútbol e incluso varios clubes profesionales mostraron interés en él. No empezó a jugar al baloncesto hasta los 14 años, aprendiendo rápidamente el juego. 
Debutó con la selección de Brasil en los Goodwill Games de 2001, cosechando la medalla de bronce, y antes de dar el salto a la NBA jugó en el Vasco da Gama. En la temporada 2000-01, con 18 años, promedió 7.9 puntos y 5.9 rebotes en 20 minutos de juego, incrementando sus números la campaña siguiente, con 13.2 puntos y 10.1 rebotes en 30 minutos.

### NBA
New York Knicks le seleccionó en el 7º puesto del Draft de la NBA de 2002, aunque inmediatamente le traspasó a Denver Nuggets. Comenzó como suplente en su primer año en la liga, pero finalmente terminó de titular. Sus promedios fueron de 10.5 puntos y 6.1 rebotes, y fue seleccionado en el mejor quinteto de rookies de la campaña. 
El 1 de noviembre de 2005 ante San Antonio Spurs, en el primer partido de la temporada, Nenê se lesionó la rodilla y tuvo que perderse lo que resta de campaña, jugando en la misma tan solo 3 minutos. La temporada 2006-07 se puede decir que ha sido la de su consagración en la liga, ayudando a unos Nuggets liderados por Carmelo Anthony y Allen Iverson a meterse en playoffs con un final de temporada excelente. En 64 partidos, promedió 12.2 puntos y 7 rebotes.
Casi 10 años en Denver, el 15 de marzo de 2012, fue traspasado a Washington Wizards en un intercambio entre tres equipos.
Tras 5 temporadas en Washington, el 20 de julio de 2016, Nenê firma con los Houston Rockets.
Disputó 3 temporadas en Houston, pero una lesión en la cadera hace que no pueda participar en toda la 2019-20, por lo que, el 4 de febrero de 2020, es traspasado a Atlanta Hawks, en un traspaso múltiple entre cuatro equipos y que afectó a 12 jugadores. Pero al día siguiente fue cortado por los Hawks.

### Selección nacional
Nené ha formado parte de la selección absoluta brasileña, siendo miembro de los combinados brasileños que han disputado el Campeonato FIBA Américas de 2001, donde ganaron la medalla de plata, el Campeonato FIBA Américas de 2003, y el de 2007, los JJ. OO. de Londres 2012, el Mundial de 2014 y los JJ. OO. de Río 2016.

## Estadísticas de su carrera en la NBA
|  | Líder de la liga |

### Temporada regular
| Año     | Equipo     | PJ  | PT  | MPP  | %TC  | %3P  | %TL  | RPP | APP | ROB | TPP | PPP  |
| ------- | ---------- | --- | --- | ---- | ---- | ---- | ---- | --- | --- | --- | --- | ---- |
| 2002-03 | Denver     | 80  | 53  | 28.2 | .519 | .000 | .578 | 6.1 | 1.9 | 1.6 | .8  | 10.5 |
| 2003-04 | Denver     | 77  | 77  | 32.5 | .530 | .000 | .682 | 6.5 | 2.2 | 1.5 | .5  | 11.8 |
| 2004-05 | Denver     | 55  | 18  | 23.9 | .503 | .000 | .660 | 5.9 | 1.5 | .9  | .9  | 9.6  |
| 2005-06 | Denver     | 1   | 0   | 3.0  | .000 | .000 | .000 | .0  | .0  | .0  | .0  | .0   |
| 2006-07 | Denver     | 64  | 42  | 26.8 | .570 | .000 | .689 | 7.0 | 1.2 | 1.0 | .9  | 12.2 |
| 2007-08 | Denver     | 16  | 1   | 16.6 | .408 | .000 | .551 | 5.4 | .9  | .6  | .9  | 5.3  |
| 2008-09 | Denver     | 77  | 76  | 32.6 | .604 | .200 | .723 | 7.8 | 1.4 | 1.2 | 1.3 | 14.6 |
| 2009-10 | Denver     | 82  | 82  | 33.6 | .587 | .000 | .704 | 7.6 | 2.5 | 1.4 | 1.0 | 13.8 |
| 2010-11 | Denver     | 75  | 75  | 30.5 | .615 | .200 | .711 | 7.6 | 2.0 | 1.1 | 1.0 | 14.5 |
| 2011-12 | Denver     | 28  | 27  | 29.5 | .509 | .000 | .677 | 7.4 | 2.2 | 1.3 | .9  | 13.4 |
| 2011-12 | Washington | 11  | 6   | 25.8 | .607 | .000 | .657 | 7.5 | 1.7 | .6  | 1.2 | 14.5 |
| 2012-13 | Washington | 61  | 49  | 27.2 | .480 | .000 | .729 | 6.7 | 2.9 | .9  | .6  | 12.6 |
| 2013-14 | Washington | 53  | 37  | 29.4 | .503 | .200 | .583 | 5.5 | 2.9 | 1.2 | .9  | 14.2 |
| 2014-15 | Washington | 67  | 58  | 25.3 | .511 | .200 | .604 | 5.1 | 1.8 | 1.0 | .3  | 11.0 |
| 2015-16 | Washington | 57  | 11  | 19.2 | .544 | .000 | .578 | 4.5 | 1.7 | .9  | .5  | 9.2  |
| 2016-17 | Houston    | 67  | 8   | 17.9 | .617 | .333 | .589 | 4.2 | 1.0 | .8  | .6  | 9.1  |
| 2017-18 | Houston    | 52  | 4   | 14.6 | .569 | .000 | .636 | 3.4 | .9  | .5  | .3  | 6.5  |
| 2018-19 | Houston    | 42  | 2   | 13.0 | .517 | .000 | .660 | 2.9 | .6  | .4  | .4  | 3.6  |
| Total   | Total      | 965 | 626 | 26.2 | .548 | .132 | .660 | 6.0 | 1.8 | 1.1 | .7  | 11.3 |

### Playoffs
| Año   | Equipo     | PJ | PT | MPP  | %TC   | %3P  | %TL   | RPP | APP | ROB | TPP | PPP  |
| ----- | ---------- | -- | -- | ---- | ----- | ---- | ----- | --- | --- | --- | --- | ---- |
| 2004  | Denver     | 5  | 5  | 26.4 | .444  | -    | .538  | 5.0 | 3.0 | 1.0 | .6  | 7.8  |
| 2005  | Denver     | 5  | 0  | 20.2 | .429  | -    | .652  | 5.0 | .4  | .4  | .4  | 6.6  |
| 2007  | Denver     | 5  | 5  | 35.8 | .585  | -    | .778  | 7.8 | 2.4 | .6  | .6  | 15.2 |
| 2008  | Denver     | 3  | 0  | 10.0 | .556  | -    | 1.000 | 2.3 | .3  | .7  | .3  | 4.3  |
| 2009  | Denver     | 16 | 16 | 32.8 | .548  | -    | .657  | 7.5 | 2.6 | 1.2 | .6  | 11.5 |
| 2010  | Denver     | 5  | 5  | 33.8 | .621  | -    | .583  | 5.8 | 2.2 | 1.2 | .2  | 11.4 |
| 2011  | Denver     | 5  | 5  | 32.4 | .478  | -    | .563  | 9.0 | 1.6 | 1.0 | .8  | 14.2 |
| 2014  | Washington | 10 | 10 | 32.5 | .464  | -    | .346  | 5.3 | 2.6 | .9  | 1.2 | 13.7 |
| 2015  | Washington | 10 | 10 | 25.7 | .447  | -    | .478  | 6.6 | 1.5 | .9  | .3  | 7.9  |
| 2017  | Houston    | 9  | 0  | 17.9 | .706  | .000 | .581  | 4.7 | .6  | .7  | .4  | 10.0 |
| 2018  | Houston    | 11 | 0  | 9.7  | .600  | -    | .636  | 2.5 | .5  | .2  | .5  | 2.8  |
| 2019  | Houston    | 7  | 0  | 7.6  | 1.000 | -    | .778  | 2.0 | .4  | .4  | .3  | 3.9  |
| Total | Total      | 91 | 56 | 24.2 | .530  | .000 | .595  | 5.4 | 1.6 | .8  | .5  | 9.2  |